# Audresselles
Audresselles é uma comuna francesa na região administrativa de Altos da França, no departamento de Pas-de-Calais. Estende-se por uma área de 5,72 km². Em 2010 a comuna tinha 641 habitantes (densidade: 112,1 hab./km²). com muitos descendentes dos soldados portugueses vindos durante a guerra de 1914-1918.